# Legea marțială în Polonia
Legea marțială în Polonia (în poloneză Stan wojenny w Polsce) a fost impusă la 13 decembrie 1981 de către Wojciech Jaruzelski, susținând că țara se afla pe punctul de a se prăbuși economic și pentru a evita pericolul invadării Sovietice. Liderul statului comunist polon a dorit anihilarea sindicatului Solidaritatea, care prin atitudinea anticomunistă era considerat o amenințare a statului de drept.
În urma acestui act juridic, „Solidaritatea” este scoasă în afara legii de Consiliul Militar de Salvare Națională la 8 octombrie 1982, iar membrii acesteia sunt arestați.
La 22 iulie 1983 legea marțială a fost abrogată și autoritarismul comunist slăbește în intensitate, însă controlul strict asupra libertăților civile, viața politică și raționalizarea mâncării au continuat până la sfârșitul anilor 1980.